# História da Jugoslávia
A História da Jugoslávia (português europeu) ou Iugoslávia (português brasileiro) começa com o colapso do Império Austro-Húngaro e do Império Otomano (que durante séculos dominaram a região dos Bálcãs), após o fim da Primeira Guerra Mundial, o que levou à criação deste país, que foi formado graças ao Tratado de Versalhes.
A Iugoslávia corresponderam a três diferentes realidades políticas no século XX:
- A Primeira Iugoslávia, uma monarquia fundada em 1 de dezembro de 1918 por Pedro I da Sérvia. Sendo chamada pela primeira vez de Reino dos Sérvios, Croatas e Eslovenos, e, rebatizado como Reino da Iugoslávia em 6 de janeiro de 1929. Este estado persistiu até a invasão pelas tropas do Eixo em 6 de abril de 1941. A capitulação ocorreu 11 dias após, em 17 de abril de 1941.
- A Segunda Iugoslávia foi uma República Socialista Federativa fundada em 29 de novembro de 1943. Denominada primeiramente Federação Democrática da Iugoslávia, que tomou o nome de República Federal Popular da Iugoslávia, pouco antes da adoção de uma nova constituição, em 31 de janeiro de 1946 e, finalmente, tomou o nome definitivo de República Socialista Federativa da Iugoslávia em 7 de abril de 1963. Sobreviveu, até 15 de janeiro de 1992, quando quatro de suas repúblicas se separaram: Eslovênia, Croácia, Bósnia e Herzegovina e Macedônia.
- A Terceira Iugoslávia foi uma federação formada em 1992 no território da Sérvia (incluindo os territórios de Voivodina e Kosovo) e Montenegro. Foi nomeada República Federal da Iugoslávia. Em 4 de fevereiro de 2003, o nome "Iugoslávia" é abandonado e o país é rebatizado de União Estatal da Sérvia e Montenegro. Este é dissolvido em 3 de junho de 2006, após a independência de Montenegro.

## Antecedentes

Formação dos estados balcãnicos de 1700 até hoje.

Os turcos otomanos invadiram a região dos Bálcãs no final do século XIV e o domínio turco durou cerca de 500 anos. O Império Austro-Húngaro ficou mais forte e afrouxou o aperto dos turcos no norte no final do século XVII. A maior redefinição política das fronteiras nos Balcãs, no entanto, seria aprovada pelo Congresso de Berlim em 1878. Sérvia, Montenegro e Romênia se tornam independentes, e o Principado da Bulgária é criado. Eslovênia e Croácia ficam sob o domínio da Áustria-Hungria, que também assumiu o controle da Bósnia e Herzegovina.
No início do século XX, o Império Otomano começou a ruir. Sentindo a oportunidade, uma onda de nacionalismo varreu os Balcãs. A Primeira Guerra dos Bálcãs irrompeu em 1912, quando as tropas de Montenegro atravessaram a fronteira com o Império Otomano. Sérvia, Bulgária e Grécia (a Liga Balcânica) aderem à guerra, alguns dias depois. Esses aliados dos Balcãs levaram os turcos a retirarem-se do Kosovo, da Macedônia e da Albânia, que declarou a independência. Mais tarde, os sérvios voltaram contra os búlgaros na Segunda Guerra Balcânica e ocuparam todo o Kosovo, bem como a Macedônia. Em 1914, a Áustria-Hungria, que governava a Bósnia e Herzegovina, na época, enviou o herdeiro do imperador Francisco Ferdinando para esmagar a tensão. Estava promovendo a ideia dos eslavos do sul terem um papel mais importante no império como um baluarte contra o expansionismo sérvio (o ideal da Grande Sérvia). Foi assassinado em Sarajevo por um nacionalista sérvio, um evento que desencadeou a Primeira Guerra Mundial.

### Criação da Iugoslávia
Provavelmente a primeira menção "oficial" ao termo "jugoslavo" (oposto ao simples "Eslavos do Sul") foi feita pelo grupo de defensores de um estado conjunto dos eslavos do sul, por políticos das atuais Croácia e Bósnia e Herzegovina, que então estavam ambas incluídas no Império Austro-Húngaro.
No século XIX surgiu um movimento que buscava a união dos povos eslavos do sul da Europa. O mesmo, conhecido como "Ilirismo", tinha como objetivo integrar em um só Estado as regiões integrantes de dois grandes impérios: o Austro-Húngaro e o Turco. Porém, somente após finalizada a Primeira Guerra Mundial é que esta ideia pode tornar-se realidade, com o colapso em 1918 dos Habsburgos da Áustria-Hungria e a formação do Reino dos Sérvios, Croatas e Eslovenos. No entanto, o reino era mais conhecido, vulgarmente, bem como até mesmo em mapas, como "Iugoslávia" (ou Jugo-Slavia no resto da Europa), cunhado a partir de palavras eslavas "jug" (sul) e "slaveni" (eslavos). Assim, Croácia, Eslovênia e Bósnia e Herzegovina, que separaram-se do Império Austro-Húngaro, uniram-se à Sérvia e a Montenegro que, até o final do século XIX formavam parte do Império Turco-Otomano. Sobre estas peças soltas deste emaranhado de culturas oriundas de dois impérios desaparecidos, passou a conformar-se em 1929 o Reino da Iugoslávia.

## Reino da Iugoslávia

Bandeira do Reino da Iugoslávia
Brasão de armas do Reino da Iugoslávia

### 1918-1928: Reino dos Sérvios, Croatas e Eslovenos
A Iugoslávia foi formada após a Primeira Guerra Mundial como o que era comumente chamado na época um "estado de Versalhes". Após a derrota das Potências Centrais na Primeira Guerra Mundial, foi formado em 1918, o Reino dos Sérvios, Croatas e Eslovenos. O reino foi oficialmente proclamado em 1 de dezembro de 1918, com a dinastia sérvia Karadjordjevic no trono, Alexandre I (filho de Pedro I da Sérvia) como o primeiro rei e, após o Tratado de Trianon, foram formalmente anexados territórios da Croácia e do norte da atual Sérvia, que faziam parte do Reino da Hungria, há mais de novecentos anos. Devido à saúde debilitada do rei sérvio, seu filho Alexandre assumiu desde o início, o governo do país como regente.
O novo governo tentou unir o país politicamente e economicamente, uma tarefa difícil devido à diversidade de nacionalidades e religiões do novo Estado, e as grandes diferenças entre eles em termos de desenvolvimento econômico.
As tensões crescentes entre o nacionalismo sérvio e o resto das nacionalidades do país começaram em 1928 com o assassinato no parlamentar Stjepan Radić, líder do Partido Camponês Croata, um crime do qual acusou-se um deputado montenegrino.
Isso levou o rei, princípios de 1929, a fechar o parlamento e assumir o governo do país de forma ditatorial, a mudança do nome do Estado para Reino da Iugoslávia, aprovando uma nova organização territorial fora das nacionalidades históricas, pretendo para o reino uma visão geopolítica de uma Grande Sérvia, como eixo dominante na região.

### Período do Rei Alexandre
O rei Alexandre I proibiu os partidos políticos nacionais em 1929, e assumiu o poder executivo e rebatizou o país para Iugoslávia. Ele esperava conter as tendências separatistas e mitigar as paixões nacionalistas. No entanto, as políticas de Alexandre depois encontraram oposição de outras potências europeias decorrentes da evolução dos acontecimentos na Itália e na Alemanha, onde os fascistas e nazistas chegaram ao poder, e a União Soviética, onde Stálin tornou-se governante absoluto. Nenhum destes três regimes favoreceu a política seguida por Alexandre I. De fato, a Itália e a Alemanha queriam rever os tratados internacionais assinados após a Primeira Guerra Mundial, e os soviéticos estavam determinados a reconquistar sua posição na Europa e ter uma política internacional mais ativa.

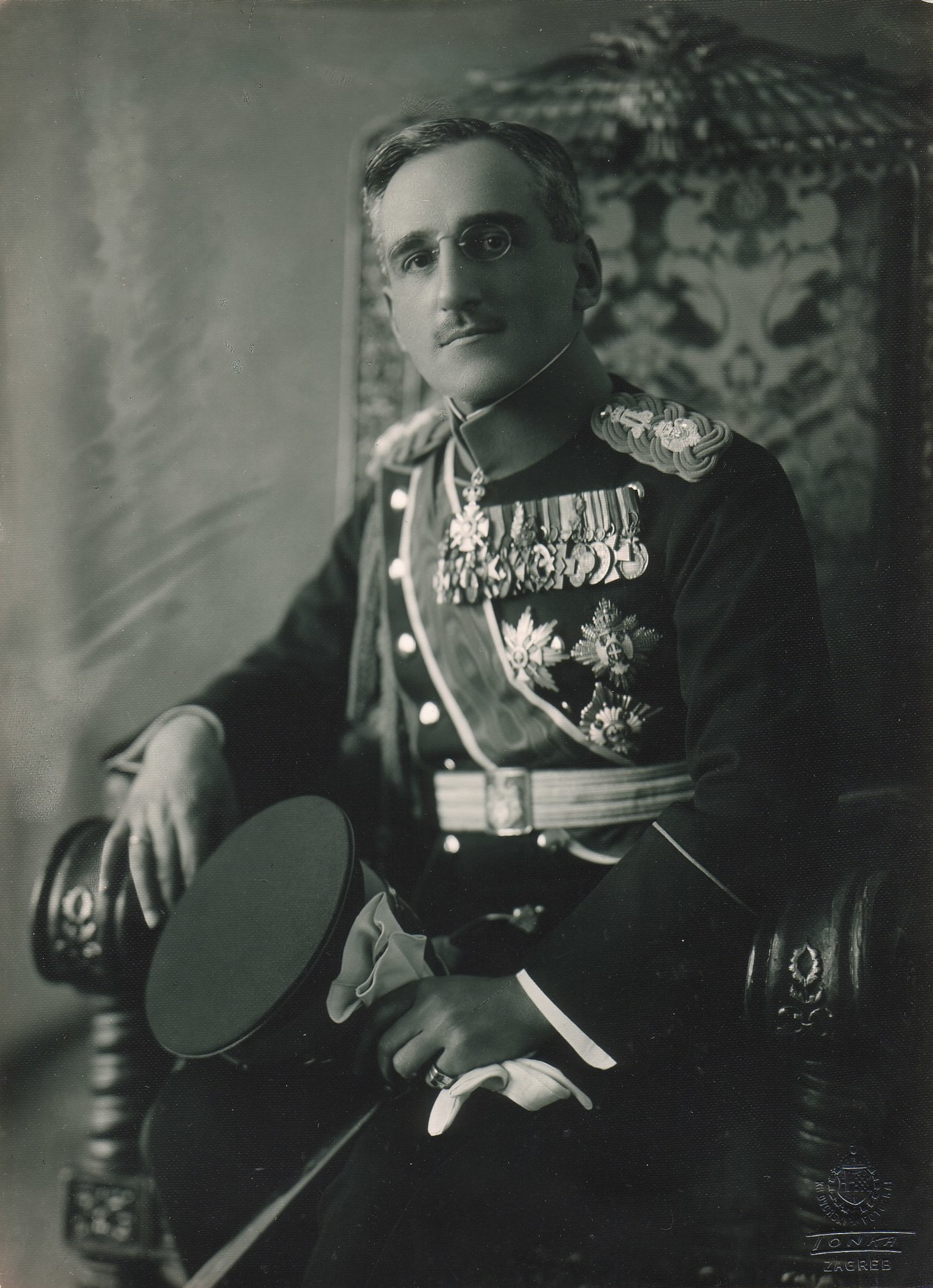
Alexandre I.

Alexandre tentou criar uma Iugoslávia centralizada. Ele decidiu abolir as regiões históricas da Iugoslávia, e as novas fronteiras internas foram modificadas para as províncias ou banóvinas. As banóvinas foram nomeados depois rios. Muitos políticos foram presos ou mantidos sob vigilância da polícia. O efeito da ditadura de Alexandre foi alienar ainda mais os não-sérvios da ideia de unidade.  Durante o seu reinado as bandeiras das nações iugoslavas foram proibidas, ideias comunistas foram proibidas também.
O rei foi assassinado em Marselha durante uma visita oficial à França em 1934 por um experiente atirador, Ivan Mihailov, da Organização Revolucionária Interna da Macedônia em cooperação com o Ustaše, uma organização fascista croata revolucionária. Alexandre foi sucedido por seu filho de onze anos de idade, Pedro II e um conselho de regência liderado por seu primo, o príncipe Paulo.

### 1934-1941
A cena política internacional no final de 1930 foi marcada por uma crescente intolerância entre as principais figuras, com a atitude agressiva dos regimes totalitários e pela certeza de que a ordem criada após a Primeira Guerra Mundial estava a perder as suas fortalezas, e os seus patrocinadores foram perdendo sua força. Apoiados e pressionados pela Itália fascista e a Alemanha nazista, líder croata Vladko Macek e seu partido conseguiram a criação do Banovina da Croácia (Região Autônoma, com significativa autonomia interna) em 1939. O acordo estipula que a Croácia iria continuar a fazer parte da Iugoslávia, mas seria rapidamente construída de uma identidade política independente em relações internacionais. O reino inteiro estava a ser federalizado, mas a II Guerra Mundial impediu a realização desses planos.
O Príncipe Paulo submetido à pressão fascista assinou o Pacto Tripartite em Viena em 25 de março de 1941, na esperança de ainda manter a Iugoslávia fora da guerra. Mas isso foi à custa do apoio popular para a regência de Paulo. Altos oficiais militares também foram contra o tratado e lançaram um golpe de Estado quando o rei voltou em 27 de março. O General do Exército Dušan Simovic tomou o poder, deteve a delegação de Viena, exilou Paulo, e terminou com a sua regência, dando poderes ao Rei Pedro II com dezessete anos completos. Hitler então decidiu atacar a Iugoslávia em 6 de abril de 1941, seguido imediatamente por uma invasão da Grécia, onde Mussolini tinha sido repelido.

## Segunda Guerra Mundial

### Invasão da Iugoslávia

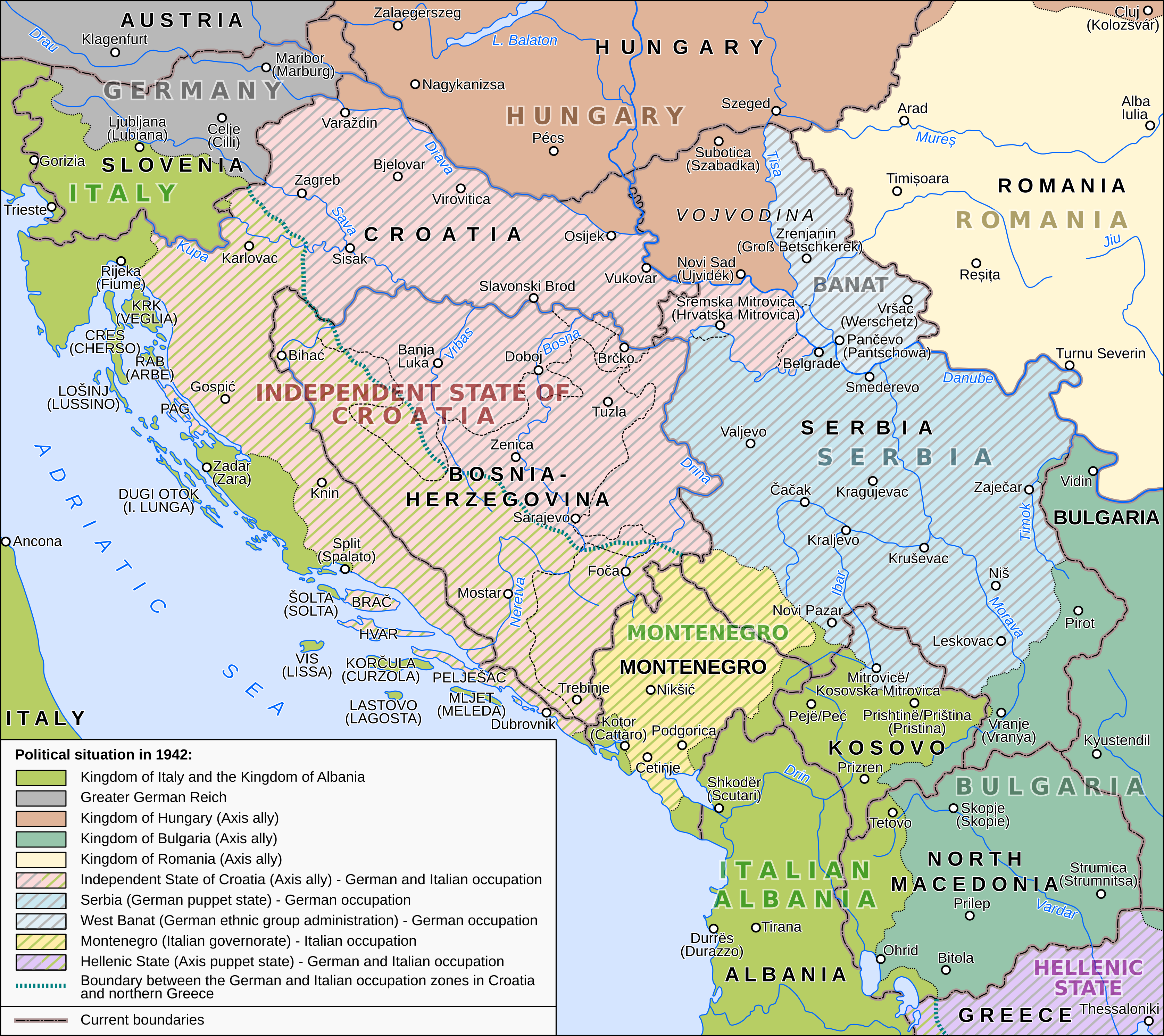
Região Balcânica Ocidental em 1942 comparado a 2008.

Às 5h12m de 6 de abril de 1941, forças alemãs, italianas e húngaras atacaram a Iugoslávia. A Força Aérea Alemã (Luftwaffe) bombardeou Belgrado e outras cidades da Iugoslávia. Em 17 de abril, representantes de várias regiões da Iugoslávia assinaram um armistício com a Alemanha, em Belgrado, encerrando 11 dias de resistência contra a invasão do exército alemão (Wehrmacht Heer). Mais de 300 000 soldados e policiais iugoslavos foram feitos prisioneiros.
As Potências do Eixo ocuparam a Iugoslávia e dividiram-a. O Estado Independente da Croácia (incluindo a Bósnia e Herzegovina), é criado por Ante Pavelic como um Estado fantoche nazista, governado pela milícia fascista conhecida como  Ustaše que surgiu em 1929, mas foi relativamente limitada em suas atividades até 1941. De 1941 a 1945, o regime croata Ustaše assassinou cerca de 500.000 pessoas, 250.000 foram expulsos, e outros 200.000 foram forçados a se converter ao catolicismo, as vítimas foram predominantemente os sérvios, mas incluem 37 mil judeus. Ao norte, a Eslovénia é partilhada entre a Alemanha, Itália e Hungria, enquanto a Sérvia é ocupada e colocada sob administração militar alemã, com o governo fantoche, o Governo de Salvação Nacional Sérvio de Milan Nedić. Mas esta Sérvia é diminuida pela Voivodina (partilhada entre Hungria e Alemanha); a Macedônia, é dividida entre a Bulgária e a Albânia italiana. Kosovo também é anexado à Albânia italiana, enquanto a Itália anexou uma grande parte da costa da Croácia, e um estado "independente" sob ocupação italiana é criado em Montenegro.

### Resistência Iugoslava
Desde o início, as forças de resistência iugoslava consistiu em duas facções: os comunistas liderados pelos Partisans Iugoslavos e os monarquistas pelos Chetniks. Com o reconhecimento dos Aliados que receberam apenas a conferência de Teerã (1943). Os Chetniks fortemente pró-sérvios eram liderados por Draža Mihailović, enquanto os Partisans de orientação pan-iugoslava eram liderados por Josip Broz Tito.
Os Partisans iniciaram uma campanha de guerrilha que foi desenvolvido com a maior resistência armada na Europa Ocidental e Central ocupadas. Os Chetniks foram inicialmente apoiados pelo governo real exilado, bem como os Aliados, mas logo ficou cada vez mais focado no combate aos Partisans, em vez das forças de ocupação do Eixo. Até o final da guerra, o movimento Chetnik transformou-se em uma milícia nacionalista sérvia colaboracionista, completamente dependente do abastecimento do Eixo.  Os Partisans altamente móveis, no entanto, continuaram a sua guerra de guerrilha com grande sucesso. A mais notável das vitórias contra as forças de ocupação foram as batalhas de Neretva e Sutjeska.
Os Partisans Iugoslavos foram capazes de expulsar o Eixo da Sérvia em 1944 e do resto da Iugoslávia em 1945. O Exército Vermelho prestou assistência limitada, com a libertação de Belgrado, e retirou-se após a guerra ter acabado. Em maio de 1945, os partisans reuniram-se com as forças aliadas fora das fronteiras da antiga Iugoslávia, depois de assumir também Trieste e partes do sul da província austríaca da Estíria e da Caríntia. No entanto, os partisans retiraram-se de Trieste em junho do mesmo ano.
As tentativas ocidentais de reunir os Partisans, que negavam a supremacia do antigo governo do Reino da Iugoslávia, e a emigração legal do rei, levou ao Acordo Tito-Subasic em junho de 1944, porém o marechal Josip Broz Tito era visto como um herói nacional pelos cidadãos, e foi eleito, por referendo, para liderar o novo Estado independente comunista, começando como um primeiro-ministro. A estimativa oficial iugoslava no pós-guerra de vítimas na Iugoslávia durante a Segunda Guerra Mundial é 1704000.

## Iugoslávia sob Tito

Bandeira
Brasão de armas

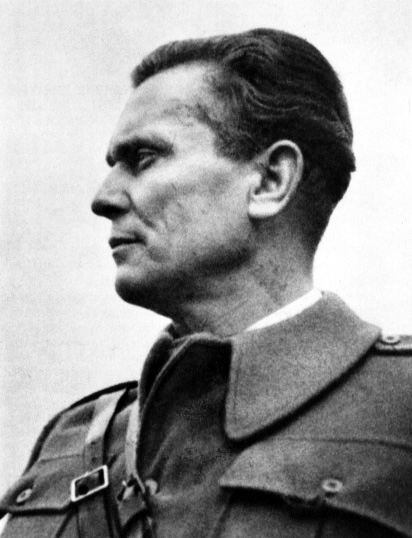
Marechal Josip Broz Tito.

A Iugoslávia tornou-se um Estado comunista instituído na clandestinidade em 29 de novembro de 1943 em Jajce, como a Federação Democrática da Iugoslávia com Tito como presidente. Em 29 de novembro de 1945, ainda no exílio, o rei Pedro II foi deposto pela Assembleia Constituinte da Iugoslávia. No entanto, ele se recusou a abdicar.
O período entre 1945 e 1950, a federação tornou-se República Federal Popular da Iugoslávia, que é caracterizada pela criação de um Estado comunista e para o desenvolvimento da repressão contra os não-comunistas (igrejas, movimentos nacionalistas croatas e sérvios).
Após um breve período de alinhamento com o modelo comunista soviético , a Iugoslávia, ao contrário de outros países comunistas da Europa Central e Oriental, escolheu um caminho independente da URSS. É importante destacar que a Iugoslávia emergiu da Segunda Guerra Mundial totalmente devastada. Diferentemente dos demais regimes comunistas do Leste europeu, produto dos avanços das tropas soviéticas, o iugoslavo impôs-se, basicamente, pela força de suas armas. Isso foi possível porque Tito foi libertou da ocupação nazista sozinho, sem a assistência direta do Exército Vermelho, o que proporcionou ao governo do Marechal Tito uma liberdade de manobra que não experimentaram os demais regimes comunistas da região. Inevitavelmente isto traduziu-se, automaticamente, em um permanente enfrentamento com Moscou. Armado com este equilíbrio geopolítico, Tito rompeu com Stalin em 1948, definitivamente, e não aderiu  a Iugoslávia ao Pacto de Varsóvia criado em 1955. Economicamente, implementou gradualmente um sistema sócio-econômico de autogestão onde as empresas são geridas por aqueles que lá trabalham, e não centralmente pelo Estado, como no comunismo ortodoxo.
A República Socialista Federativa da Iugoslávia (que foi proclamada em 1963) foi um estado federal constituído por seis repúblicas:
| Nome | Capital                    | Bandeira | Brasão de armas | Localização |
| --- | -------------------------- | -------- | --------------- | ----------- |
| República Socialista da Bósnia e Herzegovina                                                                      | Sarajevo                   |          |                 |             |
| República Socialista da Croácia                                                                                   | Zagreb                     |          |                 |             |
| República Socialista da Macedônia                                                                                 | Escópia                    |          |                 |             |
| República Socialista de Montenegro                                                                                | Titogrado*                 |          |                 |             |
| República Socialista da Sérvia Província Socialista Autónoma do Kosovo Província Socialista Autónoma da Voivodina | Belgrado Priština Novi Sad |          |                 |             |
| República Socialista da Eslovênia                                                                                 | Ljubljana                  |          |                 |             |

* atual Podgorica.
Foi no manejo de suas diferenças étnicas que o modelo iugoslavo adquiriu os seus traços mais característicos. Estabeleceram-se cinco repúblicas soberanas (Eslovênia, Croácia, Sérvia, Montenegro e Bósnia e Herzegovina) que aderiram a uma Federação. Mais tarde a Macedônia também adquiriria o caráter de República soberana. Por sua parte, a Sérvia contava dentro de seu território com duas províncias autônomas: Voivodina e Kosovo. O Poder Legislativo desse Estado Federal estava conformado por um Conselho de Nacionalidades que representava os interesses das seis Repúblicas e das duas províncias autônomas.

Principais nacionalidades na antiga Iugoslávia em 2008

Este mosaico de diversas nacionalidades pode funcionar graças ao carisma e a forte personalidade do Marechal Tito, que atuava como o grande árbitro na miríade de interesses em disputa. Como um moderno rei Salomão ele mantinha o equilíbrio entre as posições em conflito. Sua estratégia consistia em evitar que alguma República ou setor se fortalecesse demasiadamente e adquirisse preponderância que fizesse perigar a estabilidade do conjunto. Em síntese, Tito propiciava um equilíbrio negativo de forças em que nenhuma das repúblicas sobressaísse em relação às demais.
Após a morte do obstinado marechal em 1980, as coisas começaram a marchar de forma atabalhoada sob a liderança coletiva que ele havia desenhado para sucedê-lo. Mesmo aos solavancos, entretanto, a unidade da Federação se mantinha. O colapso do comunismo e a febre nacionalista que contaminou a região, fizeram emergir as profundas contradições que se aninhavam na alma iugoslava. A partir desse momento histórico começaria o processo de esfacelamento do Estado iugoslavo.

## Dissolução da Iugoslávia

Uma série animada de mapas mostrando o processo de cisão da segunda Jugoslávia.
----
República Socialista Federal da Iugoslávia
República Federal da Iugoslávia; Sérvia e Montenegro; Sérvia
Croácia
Eslovénia
Macedônia do Norte
Bósnia e Herzegovina
Montenegro
Kosovo

Após a morte de Tito em 4 de maio de 1980, cresceram as tensões étnicas na Iugoslávia. O legado da Constituição de 1974 foi usado para lançar o sistema de tomada de decisão em um estado de paralisia, que se tornou ainda mais desesperado como o conflito de interesses se tornaram inconciliáveis. A crise constitucional que se seguiu inevitavelmente resultou em um aumento do nacionalismo em todas as repúblicas: Eslovênia e Croácia faziam exigências para os laços mais soltos dentro da Federação, a maioria albanesa no Kosovo exigia o status de república, a Sérvia procurava um domínio de forma absoluta sobre a Iugoslávia. Somado a isso, a busca pela independência croata levou a grandes comunidades sérvias na Croácia a se rebelarem e tentarem se separar da república croata.
Após Slobodan Milošević assumir o poder na República da Sérvia, a ameaça se torna mais precisa. Em Junho de 1989, no 600.º aniversário da Batalha do Kosovo (marcando a derrota do Reino da Sérvia contra o Império Otomano), Slobodan Milošević proferiu um discurso visto como nacionalista e beligerante pela maioria albanesa no Kosovo, por anunciar um programa particular de reconquista do Kosovo e fazendo referência à ideia fortemente nacionalista da Grande Sérvia. Foi amplamente apoiado pela minoria sérvia no Kosovo.

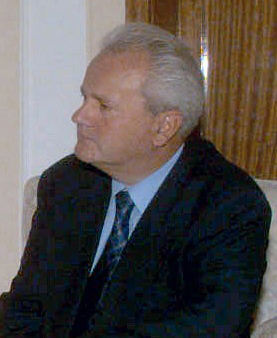
O presidente sérvio Slobodan Milošević com seu desejo inequívoco de defender a unidade dos sérvios, um status de ameaça de cada república rompendo com a federação, além de sua oposição às autoridades albanesas do Kosovo, inflamou ainda mais as tensões étnicas.

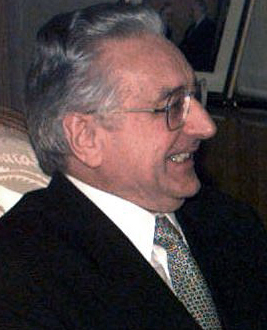
O Presidente croata Franjo Tuđman recusou-se a partição Croácia em linhas étnicas, o que revoltou os nacionalistas sérvios que quiseram permanecer em união com a Sérvia. E resultou na eclosão da violência e da guerra entre croatas e sérvios quando a Croácia declara independência, que terminou em limpeza étnica dos sérvios da Croácia.

Para conseguir manter uma Iugoslávia forte, Tito sempre creu necessário manter a Sérvia débil. Slobodan Milošević chegou ao poder idealizando uma revanche dos sérvios. Para fortalecer a Sérvia o novo líder nacionalista suprimiu a autonomia das duas províncias autônomas que existiam no interior destas repúblicas: Voivodina e Kosovo. No primeiro caso isso pouco importou pois a grande maioria de sua população é de origem Sérvia. No Kosovo, ao contrário, a imensa maioria de sua população é de etnia albanesa. A reação em Kosovo frente à supressão de sua autonomia, desencadeou a repressão sérvia.
Enquanto isso, a  Eslovênia, sob a presidência do Milan Kučan, e a Croácia apoiaram os albaneses kosovares em sua luta para o reconhecimento formal. As greves iniciais se transformaram em manifestações generalizadas exigindo uma República do Kosovo. Isto irritou a liderança da Sérvia, que passou a usar a força policial e, posteriormente, até mesmo o Exército Federal é enviado para a província.
Em janeiro de 1990, o 14.º Congresso Extraordinário da Liga dos Comunistas da Iugoslávia é convocado. Para a maioria das vezes, as delegações da Eslovénia e Sérvia estavam discutindo sobre o futuro da Liga dos Comunistas da Iugoslávia. A delegação sérvia, liderada por Milošević insistiu em uma política de "uma pessoa, um voto", o que capacitava a pluralidade populacional, os sérvios. Por sua vez, os eslovenos, apoiados pelos croatas, buscavam reformar a Iugoslávia por devolver mais poder as repúblicas, mas foram derrotados. Como resultado, a delegação eslovena e croata, eventualmente, deixaram o Congresso e todo o Partido Comunista da Iugoslávia foi dissolvido.
Após a queda do comunismo no resto da Europa Oriental, cada uma das repúblicas realizaram eleições multipartidárias em 1990. A Eslovênia e a Croácia realizaram eleições em abril, seus partidos comunistas optaram por ceder o poder pacificamente. Em dezembro o último membro da federação - a Sérvia realizou eleições parlamentares, que confirmou o domínio dos comunistas nesta república.
Os problemas não solucionados, porém, permaneceram. Em particular, na Eslovênia e na Croácia, onde governos eleitos orientados para uma maior autonomia das repúblicas (Milan Kučan e Franjo Tudjman, respectivamente), desde que se tornou claro que as tentativas de dominação sérvia e níveis cada vez mais diferentes das normas democráticas foram se tornando cada vez mais incompatíveis. A Bósnia e Herzegovina, Macedônia, Eslovênia e Croácia elegem presidentes favoráveis ao pluralismo e à independência. Na Sérvia, o Partido Radical Sérvio de Vojislav Seselj é uma minoria; em Montenegro o Partido Comunista mantém o poder. A Sérvia e o Montenegro elegem candidatos que favoreciam a unidade iugoslava.
O novo presidente da Croácia, Franjo Tudjman, é também um dos principais elementos da separação da Iugoslávia. Ele procura o financiamento de expatriados croatas, mais extremistas do que os croatas na Croácia. Essa influência se reflete na HDZ, que solicita o estabelecimento de fronteiras naturais e históricas da Croácia; a Grande Croácia, que se estenderia até o rio Drina e incluria uma parte da Bósnia e Herzegovina, povoada em sua maioria por bósnios croatas, e uma parte da atual Sérvia. Muitas decisões políticas croatas são vistas pelos sérvios como uma ideologia implícita de reabilitação dos Ustashas, incluindo a escolha da bandeira com o símbolo de xadrez vermelho e branco do Rei croata Tomislava I, mas também era usado pelos Ustashas (em resposta a essas acusações, a ordem da bandeira é invertida).
Os sérvios na Croácia não aceitam um estatuto de minoria nacional em uma Croácia soberana, uma vez que seriam rebaixados de uma nação constituinte da Croácia e isso consequentemente diminuiria os seus direitos. A República Sérvia da Krajina, cuja capital é Knin, foi unilateralmente proclamada em 28 fevereiro de 1991 pelo partido nacionalista sérvio de Milan Babic, e eventualmente estendeu-se por quase um quarto do território croata. Os primeiros tiros foram disparados na Primavera de 1991. As autoridades sérvias em Belgrado prestam apoio aos combatentes nacionalistas, até para impedir a intervenção das forças croatas, pelo uso de forças aéreas federais.

### A independência da Eslovênia e da Croácia
Em dezembro de 1990, as populações eslovenas e croatas decidem por referendo pela independência. Em janeiro de 1991, as duas repúblicas emitiram um ultimato às autoridades iugoslavas, busca colocar a questão da independência para a agenda, caso contrário, eles vão declarar a independência unilateralmente antes de 1 de Julho de 1991. A questão é abertamente ignorada por Belgrado.
Após o referendo, boicotado pela maioria dos sérvios da Croácia, e conforme permitido pelas respectivas constituições, em 25 de junho de 1991, a Eslovénia e a Croácia declaram sua independência. A Alemanha, a Áustria e o Vaticano fornecem-lhes apoio diplomático e financeiro.
A Comunidade Europeia, os Estados Unidos e o FMI reconhecem a independência das duas repúblicas.
Em 1991, a cumplicidade entre os sérvios da Sérvia, os sérvios da República Sérvia de Krajina e os sérvios da Bósnia e Herzegovina são reforçadas. Estes são representados pelos sérvios nacionalistas e partidos conservadores, incluindo o Partido Democrático Sérvio de Radovan Karadzic. Este situação do governo sérvio na Sérvia de reunir "todos os sérvios em um estado", marca um ponto de viragem, já que combina com o nacionalismo radical e violento.

### A independência da Macedônia e da Bósnia
Em setembro de 1991, a República da Macedônia também declarou sua independência, tornando-se a única república a obter soberania sem resistência por parte das autoridades iugoslavas baseadas em Belgrado. Cerca de 500 soldados dos EUA foram implantados sob a bandeira das Nações Unidas para monitorar as fronteiras do norte da Macedônia com a República da Sérvia, Iugoslávia. O primeiro presidente da Macedônia, Kiro Gligorov, manteve boas relações com Belgrado.
Na Bósnia e Herzegovina, em novembro de 1991, os sérvios bósnios realizaram um referendo que resultou numa votação esmagadora a favor da formação de república sérvia nas fronteiras da Bósnia e Herzegovina e ficar num Estado comum com a Sérvia e Montenegro. Em 9 de janeiro de 1992, o auto-proclamado independente "República Sérvia da Bósnia e Herzegovina". O referendo e a criação da república foi declarada inconstitucional pelo Governo da Bósnia e Herzegovina, além de declarar ilegal e inválido. No entanto, em fevereiro-março de 1992, o governo realizou um referendo nacional sobre a independência da Bósnia da Iugoslávia. Na sequência do referendo boicotado pela maioria dos sérvios bósnios, e conforme permitido pelas respectivas constituições, em 29 de fevereiro de 1992, a Bósnia declarou sua independência. Os sérvios imediatamente declararam a independência da República Srpska. A Guerra da Bósnia logo seguiu-se.
O reconhecimento da república independente da Bósnia pela Comunidade Econômica Europeia, foi feito nas mesmas condições do reconhecimento da Croácia e da Eslovênia, em 6 de abril de 1992. Este reconhecimento foi seguido pelos Estados Unidos e sua admissão no Fundo Monetário Internacional. Diante disso, em 22 de maio de 1992, a Bósnia, a Croácia e a Eslovênia foram admitidos na ONU.

### Guerras iugoslavas

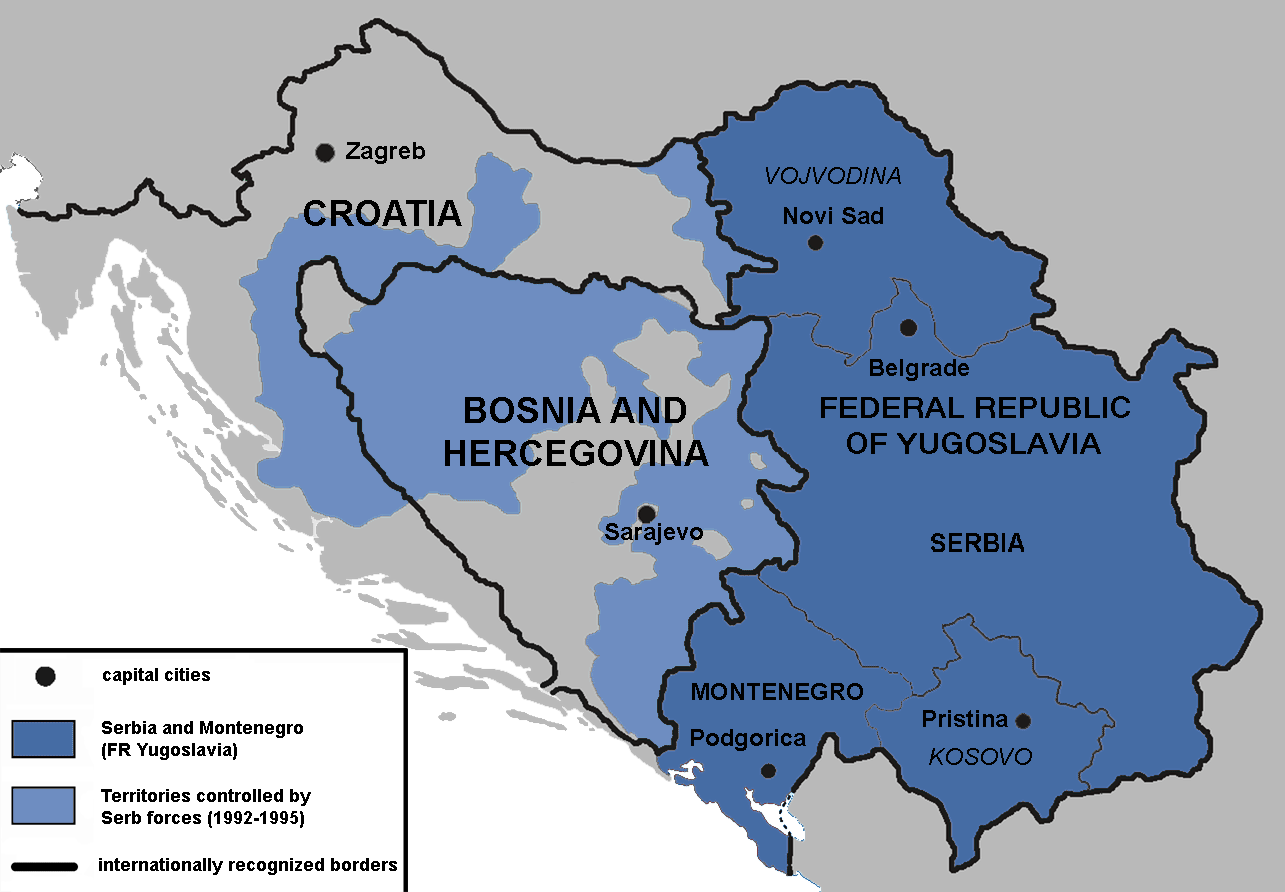
Territórios controlados pelas forças sérvias durante as guerras iugoslavas. Acredita-se que Milošević tentou criar a Grande Sérvia, que uniria todos os sérvios em uma Iugoslávia em colapso.

As Forças Armadas iugoslavas, sob o controle sérvio, tentaram impedir sem êxito a secessão da Eslovênia e da Croácia. A partir desse momento a atitude da Sérvia e de Milošević iriam mudar. Se não era possível manter a Iugoslávia unida, ao menos tentaria integrar a todas as populações sérvias, fora da Sérvia, em uma só unidade. Impôs-se, desta forma, a tese da "Grande Sérvia". Sobre esta base as regiões sérvias da Croácia foram anexadas. Não obstante, quando também a Bósnia se lançou no caminho da secessão, as coisas tornaram-se muito mais difíceis. As populações sérvias, dentro dessa República, encontravam-se disseminadas, em todos os quadrantes do território, convivendo entre comunidades croatas e muçulmanas. A resposta de Milošević foi muito simples: a aplicação deliberada e sistemática do terror, como via para conseguir a evacuação de espaços geográficos que pudessem ser ocupados pelos sérvios. Começava ali a "limpeza étnica".
Na Eslovênia, a guerra foi curta (ficou conhecida como Guerra dos Dez Dias) e acusou a vitória dos separatistas, que assim garantiram sua independência. Na Croácia, porém, os combates se prolongaram por mais seis meses, com bombardeios aéreos, ofensivas blindadas e disputas corpo a corpo, que causaram muita destruição e milhares de mortes (Guerra de Independência Croata). A independência da Eslovênia e da Croácia foi oficializada e setembro, mas nem tudo foi resolvido: a população sérvia que habita a Croácia (cerca de 12% da população total) não aceitou a separação. Cerca de 25% do território croata passou a ser controlado por sérvios, com o apoio do exército iugoslavo até 1995.
Com a independência da Bósnia, uma violenta e prolongada guerra civil, provocada pelos sérvios locais (31% da população), que não aceitavam a criação de um país dominado por bósnios muçulmanos (44% da população) e bósnios croatas (17%). Tal situação acabou gerando uma série de combates entre bósnios muçulmanos e bósnios ”sérvios”, estes apoiados pela Sérvia. A Europa, horrorizada, viu-se às voltas com as imagens de campos de concentração, de sítios às cidades, de bombardeios de artilharia, de tiros precisos dos francos atiradores, da morte a sangue frio da população civil. Tudo isso a fez lembrar a Segunda Guerra Mundial. A situação se agrava com a entrada da Croácia no conflito. No primeiro momento reivindica parte do território bósnio e, em uma segunda etapa, volta-se contra a Sérvia. Em 1993, o governo muçulmano da Bósnia foi sitiado na capital Sarajevo, cercada pelas forças sérvias da Bósnia, que controlavam cerca de 70% da Bósnia e recebiam um forte apoio de grupos extremistas em Belgrado. A presença de forças de paz da ONU para conter a situação se mostrou ineficaz. Seria na Bósnia, em 1995, que se deram os primeiros bombardeios da OTAN (em geral aviões norte-americanos) contra os sérvios-bósnios para evitar que eles vencessem a coligação de croatas e muçulmanos apoiados pela Europa Ocidental. Em novembro de 1995, frente às pressões da OTAN e à ofensiva militar da Croácia para recuperar os territórios perdidos à Sérvia, firmava-se o Acordo de Dayton que poria fim ao conflito bósnio.

## A "última" Iugoslávia

Bandeira da República Federal da Iugoslávia
Escudo da República Federal da Iugoslávia

A Iugoslávia seria então renomeada para a República Federal da Iugoslávia, e até tentou ser a sucessora legal da antiga Iugoslávia, porém os membros da Organização do Tratado do Atlântico Norte (OTAN), não a reconheceram como tal. A ONU, assim como muitos países, inicialmente se recusaram a reconhecer a federação da Sérvia e Montenegro como a sucessora da República Socialista Federativa da Iugoslávia, embora reconhecessem-a como um Estado independente.
Em 1996, sob a presidência de Milo Đukanović, as relações entre as duas repúblicas agravaram-se (a despeito das mudanças políticas que estavam a ocorrer Sérvia). Como resultado, a liderança política do Montenegro decidiu estabelecer uma política econômica independente, e introduzir o marco alemão como moeda oficial (moeda seria substituída mais tarde pelo euro).

### Guerra do Kosovo (1996-1999)
Desde o final da Guerra da Bósnia, aumenta a tensão entre os kosovares albaneses e os sérvios do Kosovo. A partir de 1998, os confrontos  escalam entre as forças sérvias e os guerrilheiros do Exército de Libertação do Kosovo (ELK). Os albaneses passam a fazer uma guerra de guerrilha visando à independência e a expulsão dos sérvios da região. Milošević nega-se a outorgar o direito de autonomia aos albaneses, suprimido em 1989, e intervêm na província visando a repressão do terrorismo albanês. A OTAN, a União Europeia e os Estados Unidos alegam que os albaneses estão sendo vítimas de uma limpeza étnica e condenam a repressão dos kosovares albaneses.
No ano seguinte, Estados Unidos e União Europeia forçam os dois lados a retomar negociações na Conferência de Rambouillet. A Iugoslávia rejeita a proposta de maior autonomia para a província seguida pelo envio de uma força de paz internacional. Porém a pressão internacional cresceu sobre o homem forte sérvio, Slobodan Milošević, para pôr fim à escalada de violência na província. As ameaças de ação militar do Ocidente sobre a crise culminou com o lançamento de ataques aéreos da OTAN contra a Iugoslávia em Março de 1999. Os ataques concentraram-se principalmente contra alvos militares no Kosovo e na Sérvia, mas alargaram a um vasto leque de outras localidades, incluindo pontes, refinarias de petróleo, fontes de alimentação e comunicações.
A perseguição étnica sofridas por civis durante a guerra, levaram à criação de um Tribunal Internacional de Haia para julgar crimes de guerra. Kosovo foi administrado pela Organização das Nações Unidas (ONU), e embora tenha sido formalmente parte da Sérvia, era esperado para conceder-lhe o plebiscito de independência futura.

### Queda e prisão de Milošević
Em setembro de 2000 o presidente Slobodan Milošević convocou eleições; nesse momento o país sofria com as sanções impostas pelo Ocidente. Quando Milošević se recusou a reconhecer a vitória do líder da oposição, Vojislav Kostunica, centenas de milhares de pessoas saíram às ruas das grandes cidades iugoslavas em protesto e uma greve geral paralisou o país. A era do regime autoritário de Slobodan Milošević terminou quando milhares de iugoslavos invadiram o parlamento, em Belgrado. Milošević é afastado do poder. No mesmo ano, a Iugoslávia foi finalmente readmitida na ONU, depois de anos de suspensão. Por outro lado, sob pressão interna, o governo finalmente decidiu enterrar o nome de Iugoslávia.
Em janeiro de 2001, são restabelecidas as relações da Sérvia com a Albânia e em abril o ex-presidente Slobodan Milošević é preso, acusado de corrupção e abuso de poder.

### República Sérvia e Montenegro (2003-2006)

Mapa do último vestígio da Iugoslávia: a República Federal da Iugoslávia / Sérvia e Montenegro

Em 2002, os governos das duas entidades que compõem a federação chegaram a um novo acordo com o objetivo de melhorar a cooperação entre os dois. Em 4 de fevereiro de 2003 aprovou-se uma nova Constituição, e o Estado foi reestruturado, também mudou seu nome para "Sérvia e Montenegro", assim com o patrocínio da União Europeia, a Iugoslávia desapareceu formalmente dos mapas. No entanto, vários grupos começaram a pressionar pela independência de Montenegro, que foi aprovado através de um plebiscito realizado em 21 de maio de 2006 por 55,5% dos eleitores.  Finalmente, o Parlamento de Montenegro proclamou a independência do Estado em 3 de junho de 2006, efetivamente dissolvendo o último vestígio da antiga Iugoslávia. O estado foi reconhecido em dias subsequentes por vários estados do mundo, incluindo a Sérvia em 15 de junho, finalmente ingressou como 192.º membro da ONU em 28 de Junho.

## Novos países
Países criados a partir da ex-Iugoslávia:
| Nome                 | Capital   | Bandeira | Brasão de armas |
| -------------------- | --------- | -------- | --------------- |
| Bósnia e Herzegovina | Sarajevo  |          |                 |
| Croácia              | Zagreb    |          |                 |
| Kosovo               | Pristina  |          |                 |
| Macedônia            | Escópia   |          |                 |
| Montenegro           | Podgorica |          |                 |
| Sérvia               | Belgrado  |          |                 |
| Eslovênia            | Ljubljana |          |                 |